# João Baptista Robalo
João Baptista Robalo (30 luglio 1983) è un calciatore capoverdiano, centrocampista dello Sporting Praia.

## Carriera

### Club
È una bandiera dello Sporting Praia con cui gioca ininterrottamente dal 2005 e ha vinto sei campionati e una coppa nazionale.

### Nazionale
Vanta quattro presenze con la nazionale capoverdiana (tra il 2005 e il 2007) e una rete all'attivo, segnata proprio nell'ultima partita contro il Mali.

## Palmarès

### Club
- Campionato capoverdiano: 6

Sporting Praia: 2005-2006, 2006-2007, 2007-2008, 2008-2009, 2011-2012, 2016-2017
- Coppa di Capo Verde: 1

Sporting Praia: 2017-2018

## Statistiche

### Cronologia presenze e reti in nazionale
| Cronologia completa delle presenze e delle reti in nazionale ― Capo Verde | Cronologia completa delle presenze e delle reti in nazionale ― Capo Verde | Cronologia completa delle presenze e delle reti in nazionale ― Capo Verde | Cronologia completa delle presenze e delle reti in nazionale ― Capo Verde | Cronologia completa delle presenze e delle reti in nazionale ― Capo Verde | Cronologia completa delle presenze e delle reti in nazionale ― Capo Verde | Cronologia completa delle presenze e delle reti in nazionale ― Capo Verde | Cronologia completa delle presenze e delle reti in nazionale ― Capo Verde |
| Data                                                                      | Città                                                                     | In casa                                                                   | Risultato                                                                 | Ospiti                                                                    | Competizione                                                              | Reti                                                                      | Note                                                                      |
| ------------------------------------------------------------------------- | ------------------------------------------------------------------------- | ------------------------------------------------------------------------- | ------------------------------------------------------------------------- | ------------------------------------------------------------------------- | ------------------------------------------------------------------------- | ------------------------------------------------------------------------- | ------------------------------------------------------------------------- |
| 17-8-2005                                                                 | Amadora                                                                   | Angola                                                                    | 2 – 1                                                                     | Capo Verde                                                                | Amichevole                                                                | -                                                                         | ?’                                                                        |
| 4-9-2005                                                                  | Kinshasa                                                                  | Rep. del Congo                                                            | 2 – 1                                                                     | Capo Verde                                                                | Qual. Mondiali 2006                                                       | -                                                                         | ?’                                                                        |
| 8-10-2005                                                                 | Praia                                                                     | Capo Verde                                                                | 0 – 4                                                                     | Ghana                                                                     | Qual. Mondiali 2006                                                       | -                                                                         | ?’                                                                        |
| 10-12-2007                                                                | Bissau                                                                    | Mali                                                                      | 2 – 1                                                                     | Capo Verde                                                                | Coppa Amílcar Cabral                                                      | 1                                                                         | ?’                                                                        |
| Totale                                                                    |                                                                           | Presenze                                                                  | 4                                                                         |                                                                           | Reti                                                                      | 1                                                                         |                                                                           |